# Leucostoma curreyi
Leucostoma curreyi är en svampart som först beskrevs av Nitschke, och fick sitt nu gällande namn av Défago 1942. Leucostoma curreyi ingår i släktet Leucostoma och familjen Valsaceae.   Inga underarter finns listade i Catalogue of Life.
I den svenska databasen Dyntaxa används istället namnet Valsa curreyi för samma taxon.  Arten är reproducerande i Sverige.